# Milton E. Mohr
Milton E. Mohr (* 9. April 1915 in Sioux City, IA; † 17. Juli 2000 in Malibu, CA) war ein amerikanischer Erfinder und Manager auf dem Gebiet der Informationstechnik in der Wehrtechnik und im Finanzwesen. 

## Leben und Werk
Milton E. Mohr wuchs in der Nähe von Sioux City in Iowa auf. Er studierte an der University of Nebraska-Lincoln (UNL) in Lincoln, Nebraska. 1938 schloss er sein Studium als Jahrgangsbester mit einem B.Sc. in Electrical Engineering ab. Mohrs Prüfungsergebnisse und Abschlussnoten waren die besten jemals am College of Engineering and Technology erzielten Leistungen. Danach studierte er Mathematik und Physik an der Graduate School des Stevens Institute of Technology. Während des Zweiten Weltkrieges entwickelte er auf Basis von frühen Transistor-Schaltkreisen Kryptographie-Systeme für Bell Labs. Bei Bell Labs und später bei Hughes Aircraft erlangte er mehr als 30 Patente als Erfinder, erst im Bereich von Transistoren, später bei Hughes für elektronische Steuer- und Regelsysteme in Raketenleitsystemen. 1948 wurde Mohr als „Amerikas vielversprechendster Elektrotechnik-Ingenieur“ ausgezeichnet.
1954 war Mohr an der Gründung des Rüstungsunternehmens Ramo-Wooldridge (R-W, später TRW) beteiligt. R-W hatte drei Unternehmensbereiche, Steuersysteme, Kommunikation und Computersysteme. Mohr leitete den Bereich Steuersysteme. 1959 wurde Mohr von der UNL mit dem Ehrendoktor der Ingenieurwissenschaften ausgezeichnet. In den 1960er Jahren arbeitete Mohr als Vice-President der Defense Division der Bunker Ramo Corporation, die er ab 1966 als CEO und President leitete. Bunker Ramo war eine Ausgründung von TRW (gemeinsam mit Martin Marietta) und versorgte Broker und Trader mit Börseninformationen. 
1970 wechselte Mohr nach einem Streit mit dem Aufsichtsrat von Bunker Ramo zu Scantlin Electronics, Inc., einem Wettbewerber. Als erste Maßnahme benannte er das Unternehmen nach dem Flaggschiffprodukt in Quotron Systems, Inc. um und trennte sich vom Gründer, Jack Scantlin. Mohr war von 1970 bis 1988 President und CEO von Quotron Systems. In dieser Zeit führte er das Unternehmen, das Ende der 1960er kurz vor der Insolvenz stand, in eine Position der Beherrschung des Marktes für Börseninformationen von amerikanischen Aktienmärkten. Zum Höhepunkt der Verbreitung des Quotron-Systems nutzten zwei Drittel aller Broker in den USA deren Terminals oder Broker-Services. Mohr organisierte 1986 den Verkauf von Quotron an Citicorp und wurde 1987 im Alter von 72 Jahren als CEO und Präsident abgelöst. 
1989 stiftete Mohr ein Stipendienprogramm für Studenten am College of Engineering der UNL. Er spendete 1,8 Mio. USD an die University of Nebraska Foundation, die davon u. a. eine Stiftungsprofessur mit seinem Namen am College of Engineering der UNL einrichtete. Mohr war Präsident der Caltech Association. Er war verheiratet und hatte drei Kinder.